# Babouin olive
Pour les articles homonymes, voir Papion (homonymie).
Papio anubis
Espèce
Synonymes
- Papio doguera (Pucheran et Schimper, 1836)
- Papio choras (Ogilby, 1843)
- Papio neumanni (Matschie, 1897)
- Papio heuglini (Matschie, 1898)
- Papio yokoensis (Matschie, 1900)
- Papio olivaceus (De Winton, 1902)
- Papio lydekerri (Rothschild, 1902)
- Papio furax (Elliot, 1907)
- Papio nigeriae (Elliot, 1909)
- Papio tesselatum (Elliot, 1909)
- Papio lestes (Heller, 1913)
- Papio vigilis (Heller, 1913)
- Papio graueri (Lorenz, 1915
- Papio silvestris (Lorenz, 1915)
- Papio tibestianus (Dekeyser et Derivot, 1960)
- Papio niloticus (Roth, 1965)

Statut de conservation UICN

 LC  : Préoccupation mineure
Statut CITES
Le Babouin olive (Papio anubis) est un singe de la famille des Cercopithecidae. C'est l'espèce de babouins la plus répandue et la plus nombreuse : elle est  présente dans 25 pays africains, du Mali à l'Éthiopie en passant par la Tanzanie. Des groupes isolés ont aussi été localisés dans certaines régions montagneuses du Sahara.

## Dénominations
Le babouin olive est ainsi nommé pour son pelage qui, de loin, paraît gris-vert. Il est également appelé Babouin doguéra, Babouin anubis, ou encore Babouin du Kenya. Son nom scientifique vient du dieu égyptien à tête de chacal Anubis, dont le museau ressemble à celui du babouin.

## Caractéristiques physiques

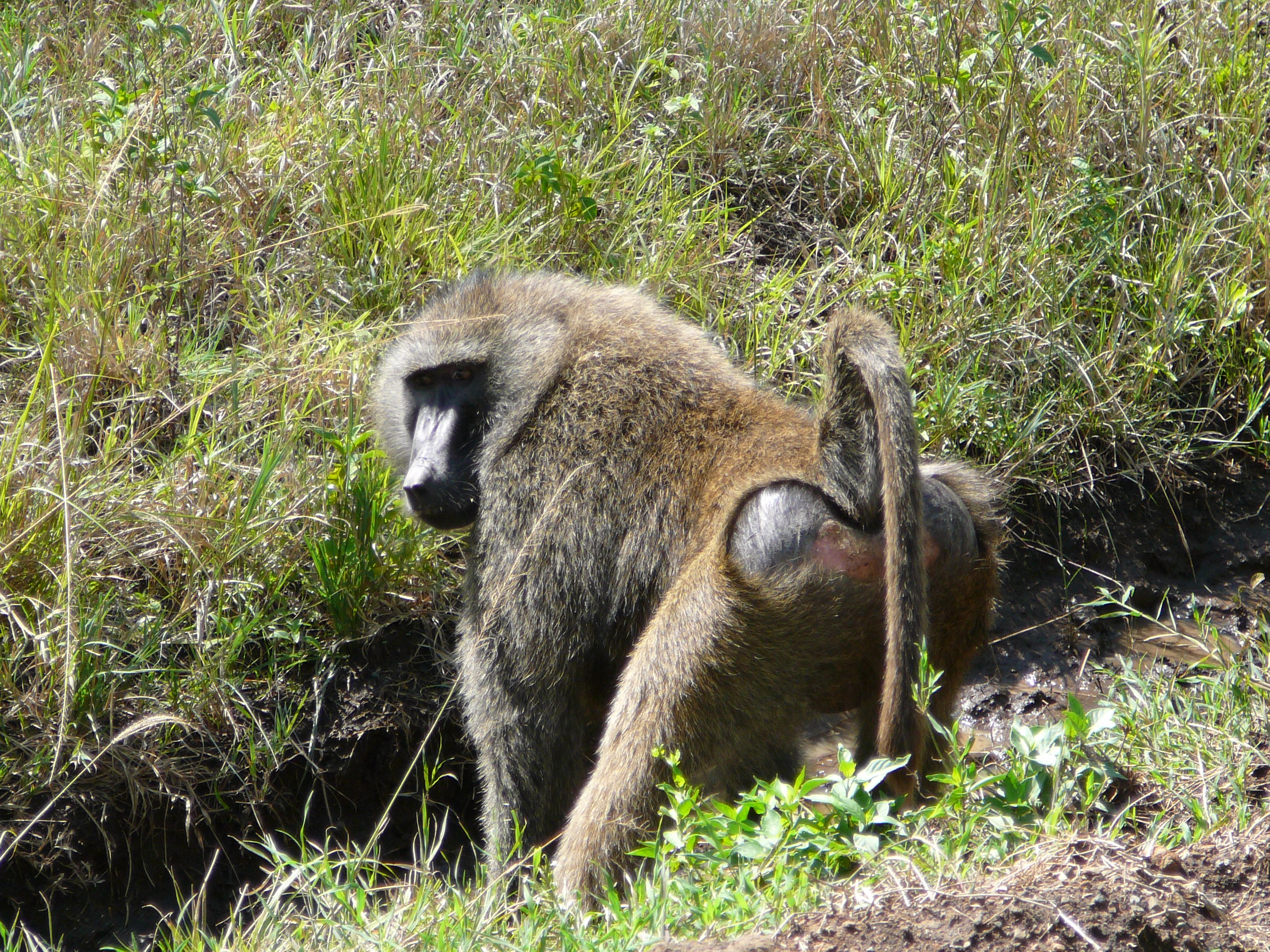
Babouin olive mâle

Lorsqu'on l'observe de plus près, on s’aperçoit que sa robe grisâtre possède en fait de multiples teintes noires et jaunes. Les mâles se distinguent par une crinière de poils épais. Les deux sexes diffèrent aussi par la taille et le poids : les mâles mesurent entre 60 et 90 cm et pèsent 30 à 40 kg tandis que les femelles mesurent entre 50 et 70 cm et pèsent entre 15 et 25 kg.
Comme les autres babouins, le babouin olive n’a pas une figure plate mais un long museau glabre ressemblant à celui d’un chien. Sa queue (entre 40 et 60 cm) forme comme un V inversé, se dressant au-dessus du corps et se cassant pour pendre vers le bas. Ses callosités fessières sont quant à elles plus petites que chez les autres espèces de babouins. Comme la plupart des cercopithécinés, il dispose d'abajoues grâce auxquelles il peut stocker et conserver de la nourriture.

## Habitat et distribution

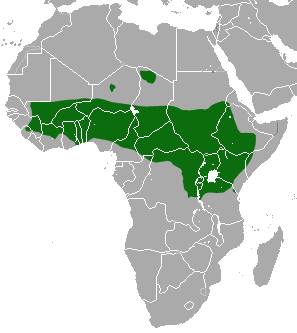
Aire de répartition.

Le babouin olive est présent sur un ensemble de 25 pays africains. Les limites exactes de cette zone sont un peu floues, les territoires des différentes espèces de babouins se superposant. Dans plusieurs cas, il en a résulté des croisements inter-espèces. Par exemple, le babouin olive se croise fréquemment avec le babouin hamadryas en Éthiopie, mais également parfois avec le babouin jaune et le babouin de Guinée. Bien qu’ils aient été observés, ces croisements n’ont jamais été étudiés en détail.
Au sein de sa répartition géographique étendue, le babouin olive peut être rencontré dans différents habitats. Il est généralement connu comme un singe des savanes, vivant dans les larges étendues de prairies. Ces dernières, spécialement celles situées à proximité de bois clairsemés, représentent une grande partie de son habitat, bien que le babouin vive également dans les jungles ou les déserts. Par exemple, en Ouganda ou en république démocratique du Congo, on peut trouver des populations de babouins olives vivant dans des forêts tropicales denses.

## Régime alimentaire
Une des principales raisons expliquant la large diffusion de l’espèce est que le babouin olive n'est pas dépendant d'une source de nourriture unique. Il est omnivore, trouvant son alimentation dans n’importe quel environnement et capable de s’adapter à différentes stratégies pour trouver sa nourriture. Par exemple, un babouin olive vivant dans la steppe se nourrira différemment d’un autre vivant dans la forêt. Également, le babouin utilise l’intégralité de son environnement pour se nourrir : sur et sous le sol ou dans la canopée, alors que la plupart des animaux ne cherchent leur nourriture qu'à un seul niveau.

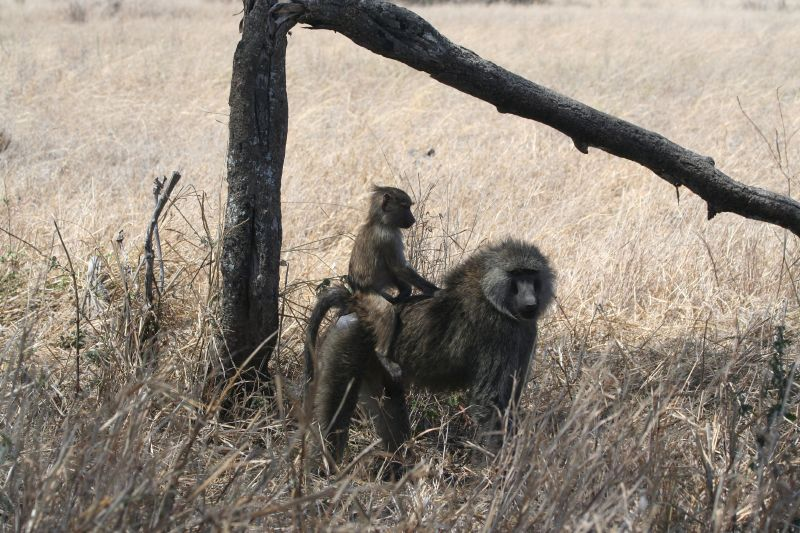
Babouin olive et son petit

Ainsi, une espèce arboricole comme le lémurien ne cherche jamais sa nourriture au sol. Le babouin olive cherchera dans toutes les zones possibles et mangera presque tout ce qu’il trouvera. Cela inclut une grande variété de plantes, d’invertébrés et de petits vertébrés. Le babouin olive mange feuilles, herbes, racines, écorces, fleurs, fruits, lichens, tubercules, graines, champignons, cormes et rhizomes. Les cormes et les rhizomes sont particulièrement importants en période de sécheresse, l’herbe perdant une grande partie de sa valeur nutritionnelle. Dans les régions arides, tels que les déserts du nord-est de l’Afrique, les petits invertébrés comme les insectes, les araignées et les scorpions constituent son alimentation.
Le babouin olive est aussi adepte de la chasse, s’alimentant de petits rongeurs et lapins mais également parfois de mammifères, comme de petits primates. Sa limite est généralement les petits des antilopes tels que les faons de gazelle de Thomson ou d'impalas qui représentent 33 % de la nourriture issue de sa chasse. Il s’agit généralement d’une activité de groupe à laquelle participent indistinctement mâles et femelles.Il est intéressant de noter qu'il y a des preuves que ce comportement a été développé récemment. Dans une étude de terrain, un tel comportement a été observé comme commençant avec les mâles d’une troupe se répand pour impliquer les singes de tous âges et tous sexes.

## Mœurs et reproduction
Le babouin olive vit en groupe de 15 à 150 individus, composés de quelques mâles, de femelles et de leurs petits. Il y a une hiérarchie sociale complète similaire à celle que l’on peut trouver chez d’autres primates tels que les gorilles ou les chimpanzés. Chaque babouin a un rang social dans le groupe dépendant de son degré de dominance. Chez les femelles, la dominance est héréditaire, les filles atteignant un rang proche de celui de leur mère. Les mâles doivent quant à eux établir leur dominance de manière plus brutale. Ils doivent essayer d’intimider les autres mâles et de les réduire à l’obéissance. Les combats ne sont pas rares entre les mâles, les perdants devant par la suite se soumettre aux vainqueurs.

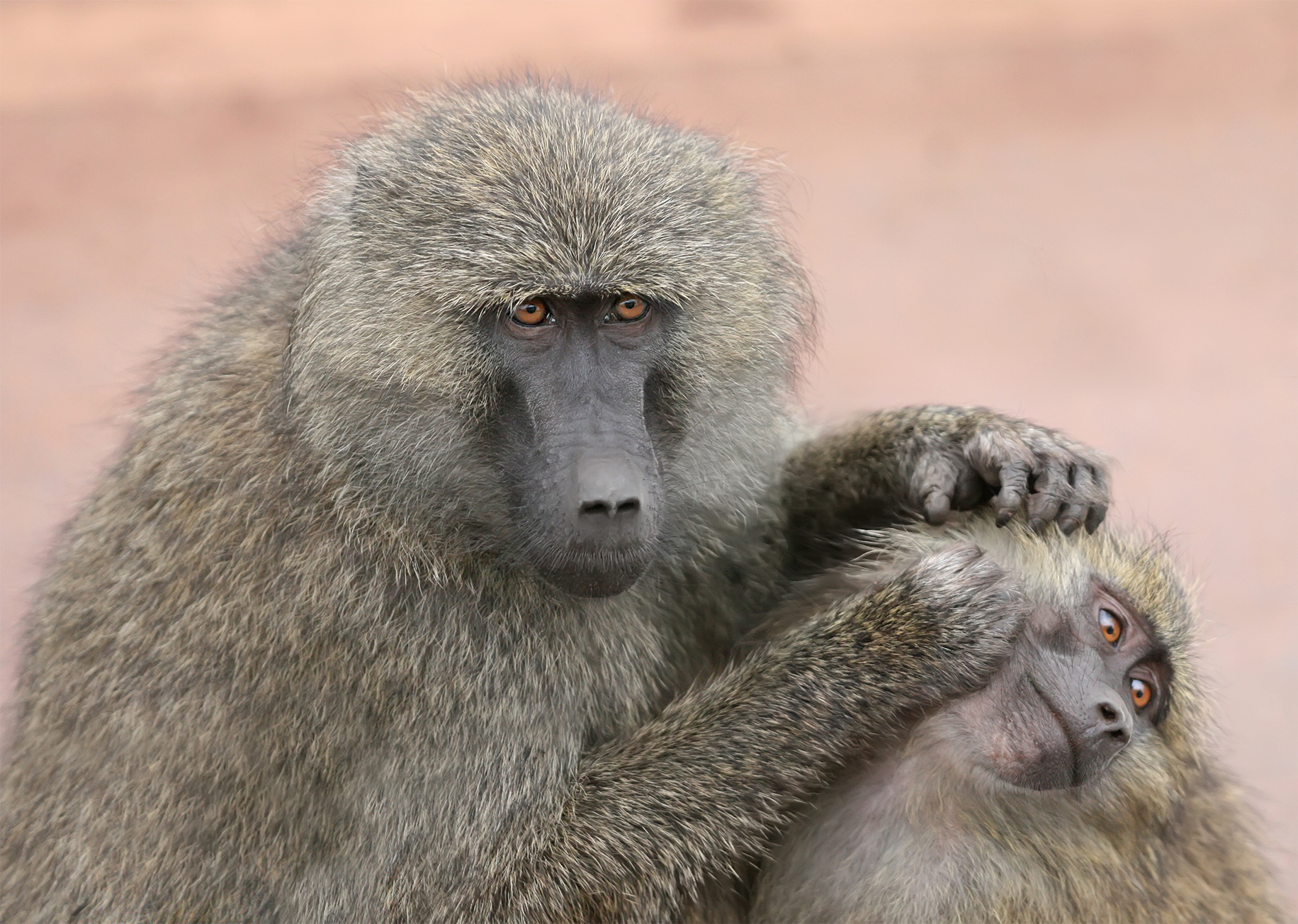
Babouin olive adulte épouillant un jeune sujet.

Un rang social supérieur signifie un accès privilégié à la reproduction et à la nourriture, c’est pourquoi il y a naturellement un grand intérêt à lutter pour monter dans la hiérarchie, avec des jeunes mâles qui tentent constamment de gravir les échelons. Du fait que les femelles restent dans leur groupe leur vie entière alors que les mâles seront amenés à émigrer dans d’autres, il y a souvent un nouveau mâle défiant un plus vieux pour la dominance. Fréquemment, quand les plus vieux babouins chutent dans la hiérarchie, ils émigrent dans une autre tribu. En effet, il a été montré que les jeunes mâles qui les ont vaincus ont souvent tendance à les tyranniser par la suite.

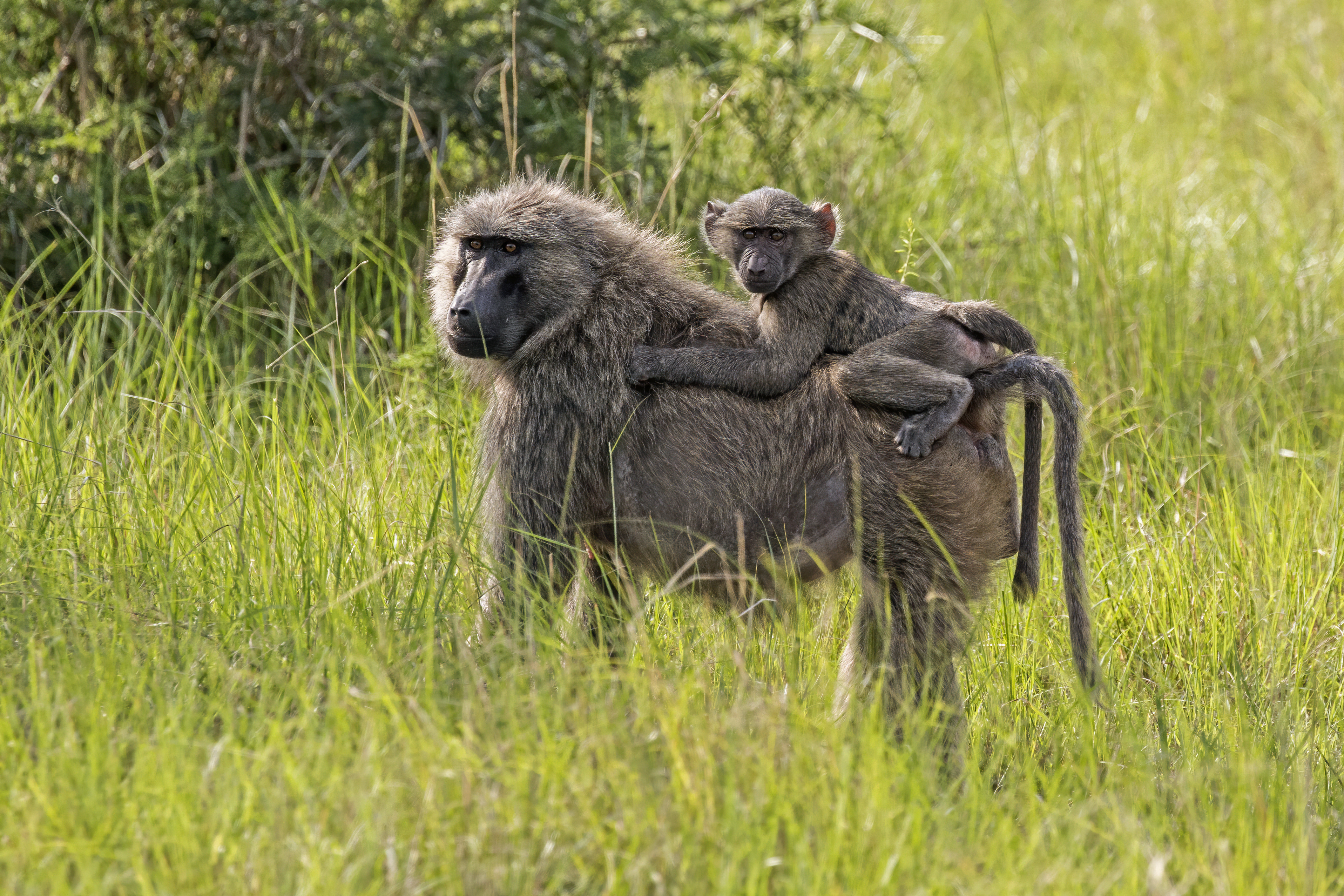
Babouin olive portant un petit, dans le Parc national Queen Elizabeth.

Les femelles atteignent la maturité sexuelle entre 7 et 8 ans et les mâles entre 7 et 10 ans. Le début de l’ovulation chez la femelle signale au mâle qu’elle est prête pour l’accouplement. Pendant l’ovulation, la vulve des femelles gonfle et devient rouge vif. Le gonflement rend ses mouvements difficiles et augmente les risques d’infection ou de parasitisme. Cela attire également les mâles qui se battent entre eux pour définir lequel pourra s’accoupler avec la femelle, les mâles les plus dominants ayant de plus grandes chances d’y parvenir puisqu’ils peuvent tenir les autres mâles à l’écart. La gestation dure 6 mois, chaque portée comptant un seul petit.
Certaines observations laissent suggérer qu’en Érythrée le babouin olive a formé une relation symbiotique avec la population menacée d’éléphants de ce pays. Les babouins s’abreuvent dans les trous d’eau creusés par les éléphants tandis que ces derniers utilisent les babouins perchés à la pointe des arbres comme un système d’alarme pour les avertir d’éventuels dangers.

## Le babouin olive et l'homme
Le Journal de Genève du 3 janvier 1960 rapporte que les autorités de la province de Bornu, dans le nord du Nigeria, ont donné des instructions aux indigènes pour l'empoisonnement des babouins olives, considérés alors comme "un fléau". 3000 babouins auraient été tués dans cette province en 1959 pour les mêmes raisons.
En France, à Monnerville (Essonne) en août 1995, un babouin olive en fuite a été abattu par les gendarmes.